# Быстров, Сергей Михайлович
Сергей Михайлович Быстров (31 марта 1911 — 9 ноября 1936) — советский военнослужащий, танкист, Герой Советского Союза.

## Биография
Сергей Михайлович Быстров родился 31 марта 1911 года в деревне Стунино (ныне — Бабаевский район Вологодской области) в многодетной крестьянской семье. Русский. После окончания начальной школы работал пастухом и лесорубом. Позднее, кладовщиком сельскохозяйственной коммуны в деревне Ширяевская. В 1931 году переехал в Ленинград, где работал на заводе.
В 1933 году призван на службу в Красную Армию. После окончания школы младших командиров танка проходил службу в Белорусском военном округе в 4-й отдельной механизированной бригаде, дислоцировавшейся под Бобруйском.
В 1936 году добровольцем отправился воевать в Испанию в первой группе добровольцев-танкистов, в составе роты П.М. Армана. Боевое крещение принял около города Эскивиас, где танк Быстрова шел в голове колонны. Бросив на дороге шесть исправленных орудий, не успевших вделать ни единого выстрела, уцелевшие франкисты отступили на 10 километров.
29 мая 1936 года принял участие в танковом бою у населённого пункта Сесения (30 км южнее Мадрида). Под огнём противника отбуксировал подбитый танк командира роты П.М. Армана. В следующие дни неоднократно участвовал в танковых атаках. В составе экипажа П.Е. Куприянова уничтожил 2 танка, 8 орудий и около 200 солдат и офицеров противника. 
9 ноября в бою возле парка Касса-дель-Кампо на окраине Мадрида танк Быстрова был подбит. Следующий снаряд угодил в топливный бак с горючим, что привело к взрыву машины. Объятая пламенем машина вместе с экипажем была направлена под уклон и взорвалась в расположении марокканских войск.
Постановлением ЦИК СССР от 31 декабря 1936 года за проявленный героизм был удостоен звания Героя Советского Союза посмертно.

## Награды
- Медаль «Золотая Звезда» Героя Советского Союза
- Орден Ленина